# 69421 Keizosaji
69421 Keizosaji este un asteroid din centura principală de asteroizi.

## Descriere
69421 Keizosaji este un asteroid din centura principală de asteroizi. A fost descoperit pe 22 decembrie 1995 la Saji de Observatorul din Saji. Asteroidul prezintă o orbită caracterizată de o semiaxă mare de 2,58 ua, o excentricitate de 0,28 și o înclinație de 5,3° în raport cu ecliptica.